# Céline Bara

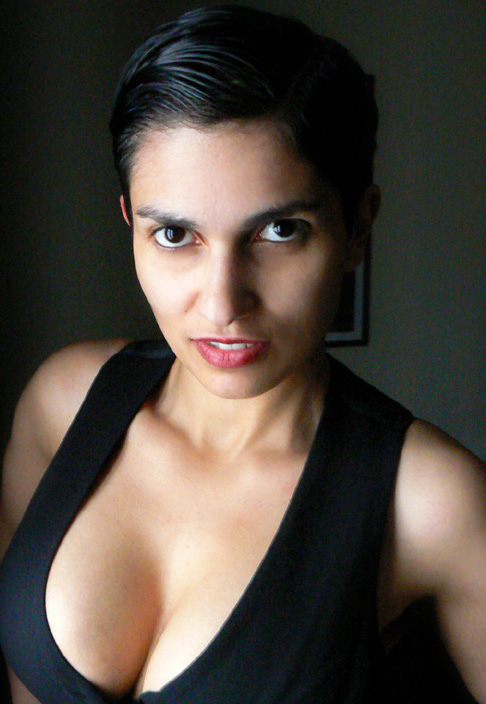
Céline Bara (2008)

Céline Bara (* 9. September 1978 in Antony als Céline Ingrid Szumigay) ist eine französische Pornodarstellerin und -produzentin, die in einer dreistelligen Anzahl von Filmen mitwirkte.

## Lebenslauf
Céline Baras Mutter war eine 1958 geborene Mauritianerin, die schon in jungen Jahren nach Frankreich ausgewandert war, Baras Vater ein Franzose mit deutschem Vater. Céline wuchs in den Pariser Vorstädten Bondy und Montrouge auf. Sie wurde religiös erzogen, nach eigener Darstellung in einem fundamentalistischen Katholizismus. Schon in ihrer Jugend entwickelte sie einen Hass auf jede Art von Religion und wurde zur radikalen Atheistin. Als sie 14 war, starb ihre Mutter, doch ihr Vater heiratete bald wieder. Bis zum Alter von 15 Jahren besuchte sie eine katholische Schule.
Mit 18 Jahren zog sie mit ihrem Cousin Cyrille Bara in eine Wohnung in Paris. Zunächst arbeitete er als Sicherheitsmanager und sie im After-Sales-Management für das Unternehmen Darty. Nachdem die beiden am 13. Juni 1998 geheiratet hatten, begannen sie, Pariser Swingerclubs zu besuchen. 1999 bewarb Céline sich auf eine Kleinanzeige als Pornodarstellerin, stieg ab Februar 1999 ins Pornofilmgeschäft ein und wurde im Jahr 2000 für den Hot d’Or in der Kategorie Meilleure starlette française (beste französische Newcomerin) nominiert. Sie spielte in dieser Zeit zunächst in europäischen und später in US-amerikanischen Filmen mit und gewann in Las Vegas den Viewer Choice Award des Adult Star Magazine und der Sendung Sexfile.tv. Außerdem gründete sie im Jahr 2000 zusammen mit ihrem Ehemann und dem für die Finanzierung sorgenden Pornofilmproduzenten Pascal Morvillez ihre eigene Produktionsfirma Bara Production für kondomfreie Pornofilme und Zeitschriften wie Bara mag, Bara DVD und Bara Libertine.
In diesen Jahren trat sie auch in französischen Fernsehsendungen wie Hot Talk, Sans aucun doute, Combien ça coûte ?, Paris Dernière und Ça me révolte ! auf. Allerdings konnte ihr eigenes Unternehmen sich gegen die etablierten und deutlich größeren und erfahreneren Konkurrenzunternehmen am Markt (darunter die vorwiegend im Amateurfilm-Bereich und mit Kondomen arbeitende Firma des unter dem Namen HPG tätigen Pornodarstellers, -regisseurs und -produzenten Hervé-Pierre Gustave) nicht durchsetzen. Die aus diesem Misserfolg resultierenden finanziellen Streitigkeiten mit ihrem Geldgeber Morvillez bewogen sie daher im Jahr 2001, die Zusammenarbeit zu beenden und Bara Production zu schließen.
Nachdem ihr ehemaliger Konkurrent und Rivale HPG sie in einem abwertenden Zeitschriftenbeitrag unter anderem als „Hure, die auf Flughäfen Arabern und Schwarzen gegen Bezahlung Blowjobs“ gebe, bezeichnet hatte, beschlossen Céline und ihr Mann, ihm für diese „Beschmutzung von Célines Ehre“ eine „große Lektion zu erteilen“. Da ihr Anwalt juristische Schritte gegen HPG als aussichtslos beurteilte, vereinbarte Céline, die 1999 bereits mehrmals als Darstellerin für HPG gearbeitet hatte, unter dem Falschnamen Patricia und dem Vorwand, sich als neue Pornodarstellerin bei ihm bewerben zu wollen, telefonisch einen Termin in HPGs Privatwohnung in der Rue du Château-d’Eau in Paris. Als sie zwei Tage später am 29. März 2001 gegen 14 Uhr mit einem großen Hut getarnt vor der Tür von HPG stand, erkannte dieser sie beim Blick durch den Spion nicht und öffnete. Hinter ihr erschien jedoch ihr Mann, der mit einer Schrotpistole bewaffnet war. Das Paar zwang HPG niederzuknien, und Céline schickte sich an, ihm den Mund mit Klebeband zu verschließen. Er versuchte zu fliehen, woraufhin Cyrille seine Waffe abzog und ihn in die linke Backe traf. HPG flüchtete durch ein offen stehendes Fenster in den Hof, wo er von Cyrille noch zwei weitere Male in den Nacken getroffen wurde, und versteckte sich dann. Im Krankenhaus mussten 80 Schrotkörner aus seinem Körper entfernt werden. Die Baras flohen und wurden am 5. April festgenommen. Cyrille, der sich in der Haft psychiatrisch behandeln ließ, gab der Polizei zu Protokoll, er habe zwar die Absicht gehabt, HPG „zu fesseln und niederzumachen, zu verprügeln und zu erniedrigen, ihm die Finger zu brechen und ihm mit Zigaretten Verbrennungen zuzufügen, ihn zu verstümmeln, nicht aber, ihn zu töten“. Céline äußerte später im Prozess, ihnen seien „die Sicherungen durchgebrannt“. Die Baras saßen 18 Monate im Gefängnis Fleury-Mérogis in Untersuchungshaft, während vom Untersuchungsrichter gegen sie wegen des mit 10 Jahren Haft bedrohten Delikts des Mordversuchs ermittelt wurde. Am 9. Oktober 2002 wurden sie jedoch auf Initiative des Oberstaatsanwalts von der 14. Kammer des Tribunal correctionnel in Paris nur wegen gemeinschaftlicher vorsätzlicher und bewaffneter Gewaltanwendung zu 4 Jahren Haft, davon 2 Jahren auf Bewährung, verurteilt. Das Gericht konnte keine Mordabsicht feststellen, weil dazu die verwendete Waffe ungeeignet gewesen sei. Céline wurde wenige Tage nach dem Urteil, Cyrille einen Monat später vorzeitig freigelassen.
Für kurze Zeit bewohnten die Baras ein von Cyrilles Mutter, der Schwester von Célines Vater, organisiertes und eingerichtetes Appartement in der Gegend von Paris. Ihre ohnehin schon angeschlagene Psyche, das triste Pariser Winterwetter und die Überflutung ihrer Wohnung durch den Ausfall einer Kanalisationspumpe bewogen sie dann allerdings zu einem kurzentschlossenen Umzug ins südfranzösische Saint-Affrique im Département Aveyron, wo sie mit Hilfe eines dort wohnhaften Jugendfreundes von Cyrille eine Wohnung fanden. Nach eigenen Angaben wurden sie jedoch nach einiger Zeit wegen ihres wilden Lebenswandels angefeindet, und so zogen sie im Jahr 2003 wieder zurück in die Umgebung von Paris, zunächst nach Clamart und dann nach Issy-les-Moulineaux. Céline suchte erfolglos eine ihr passende Stelle im Telefonmarketing und arbeitete schließlich für über zwei Jahre bis 2005 bei einer Telefonsex-Gesellschaft. Sie gab diesen Job dann auf, weil er ihr zu wenig Abwechslung bot.
Das Paar zog nach Calais und gründete dort Mitte 2007 ein Home-Striptease-Unternehmen, das Stripperinnen als Modelle für Amateurfotografen oder zu Anlässen wie Junggesellenabschied oder Geburtstag vermittelte. Außerdem eröffneten sie im selben Jahr ihre eigene Website und begannen wieder mit der Produktion eigener Filme. Der gesamte Inhalt ihrer Website sowie ihre neueren Filme in kompletter Spieldauer sind kostenlos zugänglich und für die nichtkommerzielle Nutzung freigegeben.
2007 erschien auch Célines Buch La sodomite, eine zusammen mit ihrem Mann verfasste („romanhafte“ und daher in einigen Details nicht mit der Realität übereinstimmende) Autobiographie.
Da sie mit 40.000 Euro überschuldet waren und zu zweit von monatlich 800 Euro Sozialhilfe und Wohngeld leben mussten, zogen die Baras 2008 von Calais nach Bélesta ins südwestfranzösische Département Ariège, wo die Mieten als sehr preiswert galten. Dort leben sie seither (Stand Mai 2012).

## Berufliche und private Besonderheiten
1999 unterzog Bara sich einer Brustvergrößerung. Aufgrund des Verbots von Silikoneinlagen in Frankreich wurde Kochsalzlösung benutzt, wodurch die Implantate nur eine Haltbarkeit von etwa 10 Jahren besaßen. Bei der daher erforderlichen erneuten Operation 2008 ließ sie sich die Brüste weiter vergrößern.
Bara hat immer wieder betont, privat bisexuell zu sein, aber Frauen zu bevorzugen. Sie ist als Darstellerin ausgefallenerer Sexualpraktiken bekannt. Dazu gehören Doppelanalszenen und passives und aktives vaginales und anales Fisting.
Als Produzentin lehnte und lehnt sie Kondome ab. Ebenso ist sie eine Gegnerin der inzwischen bei Pornodarstellerinnen größtenteils üblichen Totalrasur des Schambereichs und legt bei sich selbst und der Auswahl ihrer Darstellerinnen auf vollständige Schambehaarung Wert. Im Gegensatz zu den meisten anderen Porno-Produktionen werden in ihren Filmen bewusst auch diejenigen Szenen, in denen es beim Analverkehr zum Austritt geringer Fäkalreste kommt, nicht herausgeschnitten.

## Engagement für Atheismus und Politik
Die Baras gründeten im Jahr 2005 die atheistische Gesellschaft Athéus, die am 1. November 2006 durch die Organisation radicale athéiste abgelöst wurde. Diese Organisation soll der Förderung des Atheismus dienen und ein Gegengewicht zu anderen religiösen Interessengruppen bilden. Bara gab Anfang 2009 einen „Atheistischen Kalender“ heraus, in dem sie nackt die Weltreligionen parodierte. Im Mai 2011 beantragte sie ihre „Enttaufung“. Das Ordinariat vermerkte daraufhin ihre Lossagung auf dem Taufschein.
Céline Bara kandidierte bei den Wahlen zur französischen Nationalversammlung am 10. und 17. Juni 2012 im ersten Wahlkreis des Departements Ariège für die von ihr im August 2011 gegründete ultra-linke Partei MAL (Mouvement Antithéiste et Libertin, also Atheistische und libertäre Bewegung; die Abkürzung MAL ist gleichzeitig ein Wortspiel und kann auch das Böse bedeuten). Sie trat dabei unter anderem für die Verhängung der Todesstrafe ein, allerdings nur als Ersatz für langjährige Haftstrafen und ausschließlich auf Wunsch des Verurteilten. Außerdem setzte sie sich für die Sterilisierung von geistig und körperlich Behinderten sowie die Legalisierung von Drogen und die Rechte von Homosexuellen, Bisexuellen und Transgeschlechtlichen ein. Zudem verlangte sie eine für Verbraucher kostenlose Strom- und Wasserversorgung in ganz Frankreich. Mit 544 Stimmen (1,58 %) erreichte sie unter 10 Kandidaten den 7. Platz. In ihrem Wohnort Bélesta kam sie mit 6,69 % auf den 4. Platz, in Seix erreichte sie 2,65 %.

## Auszeichnungen und Nominierungen
- Nominierung im Jahr 2000 für den Hot d’Or in der Kategorie Meilleure starlette française
- Viewer Choice Award im Jahr 2000, vergeben vom Adult Star Magazine und der Sendung Sexfile.tv

## Filmografie (Auswahl)
- 1999: 95C
- 1999: Amours de femmes
- 1999: Ass woman 8
- 1999: Extrem anal 11
- 1999: Fist Uro 18
- 1999: Grosses névrosées du cul
- 1999: Les ensorceleuses ou le Projet Blair Bitch
- 1999: Les filles de la patronne
- 1999: Malicia la malicieuse
- 1999: Passage à l'acte
- 1999: Police des moeurs
- 1999: Perverse Hofschranzen
- 1999: Profession enculeur
- 1999: Requiem anal
- 1999: Toisons au naturel
- 1999: Tournage X 2
- 1999: Wild Wild Sex
- 2000: 2000 ans d'amour
- 2000: Agent 7007
- 2000: Anal Training
- 2000: Analyseur
- 2000: Au Féminin
- 2000: Black is black 3
- 2000: Casseur de fesses
- 2000: Dévore moi
- 2000: Doggy girls
- 2000: Fiction anal
- 2000: Girls in Black
- 2000: Hardlander
- 2000: La diablesse
- 2000: Les confessions de Céline
- 2000: Les Fantasmes de Céline
- 2000: Les Garces des étoiles
- 2000: Les Tontons tringleurs
- 2000: Lesbian anal 5
- 2000: Libre excès
- 2000: Obsessions Virtuelles
- 2000: Sex Dream
- 2000: Smell like fish
- 2000: Whore Factory
- 2001: Déclic Rectal
- 2001: Enculator
- 2001: Psychose Rectale
- 2001: The Bara Sex Show
- 2003: Doktor Fellatio 18
- 2008: Au nom du Fist
- 2009: Pornanthologie volume 1
- 2009: Pornanthologie volume 2
- 2009: Pornanthologie volume 3
- 2010: Baraback
- 2010: Céline Bara vs Satan
- 2010: Star Trik
- 2010: Céline vs Stéphanie
- 2011: Baradoxal
- 2011: Bara Sex Dance
- 2012: Pornos 99
- 2012: Baranormal Sexuality
- 2015: Antithéiste